# Transponder

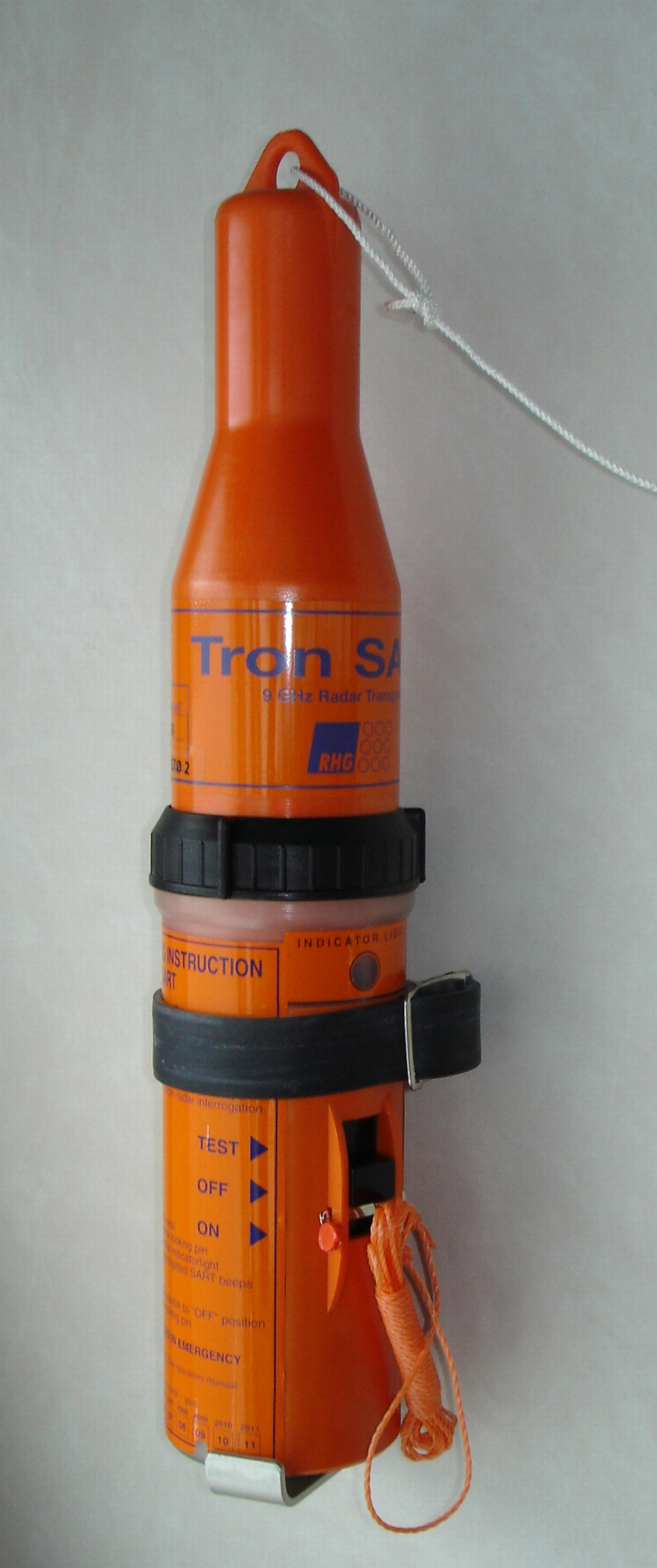
Modelo de um Transponder utilizado para sinalização de embarcações

O transponder (amálgama de transmitter-responder) é um dispositivo de comunicação eletrônico complementar de automação e cujo objetivo é receber, amplificar e retransmitir um sinal em uma frequência diferente ou transmitir de uma fonte uma mensagem pré-determinada em resposta à outra pré-definida “de outra fonte”. Eles são usados também na codificação de TV via satélite.

## Radar diferenciado
O sistema, semelhante a um radar diferenciado, é relativamente antigo e foi muito usado na década de 60 nas estradas dos Estados Unidos (como medida de conforto e segurança) na inversão automática dos faróis alto e baixo, ou médios e máximos dos automóveis.

## Aviação
O transponder é um transmissor de rádio na cabine do piloto, que se comunica através de um radar de solo com o controle de tráfego aéreo. Recebe o transponder um sinal de radar, que envia os dados, que contêm, entre outras coisas, a identificação da aeronave, a sua velocidade, a altitude e posição. Se o transponder estiver desligado, o equipamento irá desaparecer do radar secundário, permanecendo visível no radar primário.
Instalados em aeronaves, esses dispositivos respondem a sinais interrogadores emitidos pelo transmissor do radar secundário, enviando em resposta  sinais que podem conter informações codificadas, como por exemplo identificação e altitude da aeronave; são essenciais para o controle efetivo do tráfego aéreo, além de possibilitar a distinção de uma aeronave inimiga de uma aliada em seu emprego militar. A utilização deste tipo de dispositivo contorna algumas limitações de radares convencionais como baixa refletividade e falta de posicionamento vertical.
Nos anos 90 surgiram transponders capazes de codificar informações de forma digital (Mode S), possibilitando assim a troca de informações de posição e movimento diretamente entre aeronaves. Tais modelos são parte fundamental dos sofisticados sistemas de anticolisão ou TCAS, que desde os anos 90 passaram a ser obrigatórios nas aeronaves de transporte aéreo comercial, jatos e aeronaves com mais de 5700 Kg ou 19 assentos.

## Marinha
A Convenção Internacional para a Salvaguarda da Vida Humana no Mar (SOLAS) da Organização Marítima Internacional exige que o Sistema de Identificação Automática (AIS) seja instalado a bordo de navios de viagem internacional com 300 or more tonelagem bruta (GT), e todos os navios de passageiros, independentemente do tamanho. Embora os transmissores/receptores AIS sejam geralmente chamados de transponders, eles geralmente transmitem de forma autônoma, embora as estações costeiras possam interrogar transponders de classe B em embarcações menores para obter informações adicionais. Além disso, os auxílios à navegação geralmente têm transponders chamados RACON (radar beacons) projetados para destacá-los na tela de radar de um navio.

## Automotivo
Muitos automóveis modernos têm chaves com transponders escondidos dentro da cabeça de plástico da chave. O usuário do carro pode nem estar ciente de que o transponder está lá, porque não há botões para pressionar. Quando uma chave é inserida no cilindro da fechadura de ignição e girada, o computador do carro envia um sinal de rádio para o transponder. A menos que o transponder responda com um código válido, o computador não permitirá que o motor seja iniciado. As chaves do transponder não têm bateria; eles são energizados pelo próprio sinal de rádio. Um capacitor no receptor de rádio do veículo gera uma tensão no transponder da chave por acoplamento indutivo.

## Automobilismo
Transponders são usados no automobilismo para fins de cronometragem de volta. Um laço de cabo é cavado no circuito de corrida perto da linha de partida/chegada. Cada carro tem um transponder ativo com um código de identificação único. Quando o carro de corrida passa a linha de partida/chegada, o tempo da volta e a posição da corrida são mostrados no placar.
Os sistemas RFID passivos e ativos são usados em eventos off-road, como corridas de Enduro e Hare and Hounds, os pilotos têm um transponder em sua pessoa, normalmente em seu braço. Quando eles completam uma volta, eles deslizam ou tocam no receptor conectado a um computador e registram o tempo da volta.
A NASCAR usa transponders e loops de cabos colocados em vários pontos ao redor da pista para determinar a programação durante um período de cautela. Este sistema substituiu uma corrida perigosa de volta à linha de chegada.

## Sistema de posicionamento
Embora funcione integrado ao sistema de posicionamento global, o transponder não é um GPS mas sim um sistema de posicionamento local relativo ao azimute de duas aeronaves (fontes) quando em rota de colisão.